# Montage (Literatur)
Die Technik der literarischen Montage ([mɔnˈtaːʒə]) (anhörenⓘ) ist eine Bezeichnung für das Zusammenfügen unterschiedlicher Texte oder Textteile, die unterschiedliche Inhalte beziehungsweise oft unterschiedliche Sprachebenen und -stile transportieren. Dies dient der Erzeugung von Überraschungsmomenten und der Annäherung an die moderne, immer komplizierter werdende Wirklichkeit. Nach Walter Benjamin unterbricht das Montierte den Zusammenhang, in den es gestellt ist. Analog zur bildenden Kunst spricht man auch von Collage.

## Geschichte
Die Montage entstammt unter anderem der Cento-Dichtung und dem Cross-Reading, sie ist bereits in der Literatur des Mittelalters nachweisbar. Seit der Literaturrevolution zu Beginn des 20. Jahrhunderts entwickelte sie sich zu einem literarischen Mittel in sämtlichen literarischen Gattungen, u. a.
- bei Gottfried Benn, Hans Magnus Enzensberger oder Ingeborg Bachmann in der Lyrik,
- bei John Dos Passos (Manhattan Transfer, 1925), Alfred Döblin (Berlin Alexanderplatz, 1929) oder Aldous Huxley (Schöne neue Welt, 1932) in der Prosa,
- bei Georg Kaiser (Nebeneinander, 1923), Ferdinand Bruckner (Die Verbrecher, 1929) oder Peter Weiss (Die Verfolgung und Ermordung Jean Paul Marats, 1964) im Drama

und in zahlreichen Hörspielen.
Ähnlich wie die technischen Möglichkeiten des Films, der mit Voraus- und Rückblende, mit Einstellungsgrößen oder Schnittverfahren räumliche und zeitliche Gegensätze herausarbeitet, haben literarische Montagen unterschiedliche Funktionen. Benn strebte durch seine Montagen aus Fachsprache und Jargon eine artistische Totalität des Bewusstseins an; der dadaistischen Kunst ging es bei der Verbindung von Werbe-, literarischer und Umgangssprache vor allem um eine ästhetische Provokation, die das Publikum schockieren sollte; das epische Theater von Bertolt Brecht zielte damit vor allem auf die Konfrontation, die den Verfremdungseffekt herausfordert; in der Romanprosa schließlich sollen verschiedene Bereiche der Wirklichkeit oder deren Wahrnehmung simultan erfahrbar erscheinen. Gemeinsam ist den Montageverfahren eine assoziative Verknüpfung der unterschiedlichen Handlungs- und Bewusstseinsebenen.
Bis zur Mitte der 1960er Jahre wurden die Begriffe Montage und Collage synonym benutzt. Danach setzte sich als Vereinheitlichung zu anderen Kunstformen (Juan Gris in der Malerei, Bernd Alois Zimmermann in der Musik) allmählich der Collage-Begriff durch. Der Realitätsbezug durch die Verwendung von Alltagstexten wurde eher hervorgehoben. Auch in der Literatur des Surrealismus, Futurismus, des Konstruktivismus und des Sozialistischen Realismus wurden Montagetechniken wirksam. Der Begriff wurde ebenfalls für philosophische Schriften benutzt, u. a. bei Ernst Bloch (Montage im Hohlraum) und Julia Kristeva.
Eine weitere Form der Montage, die den Zufall miteinbezieht, ist der Cut-up, der von den Autoren der Beat Generation und im deutschsprachigen Raum unter anderem von Jürgen Ploog und Carl Weissner bevorzugt wurde.